# Dorfbrunnen (Massenbachhausen)

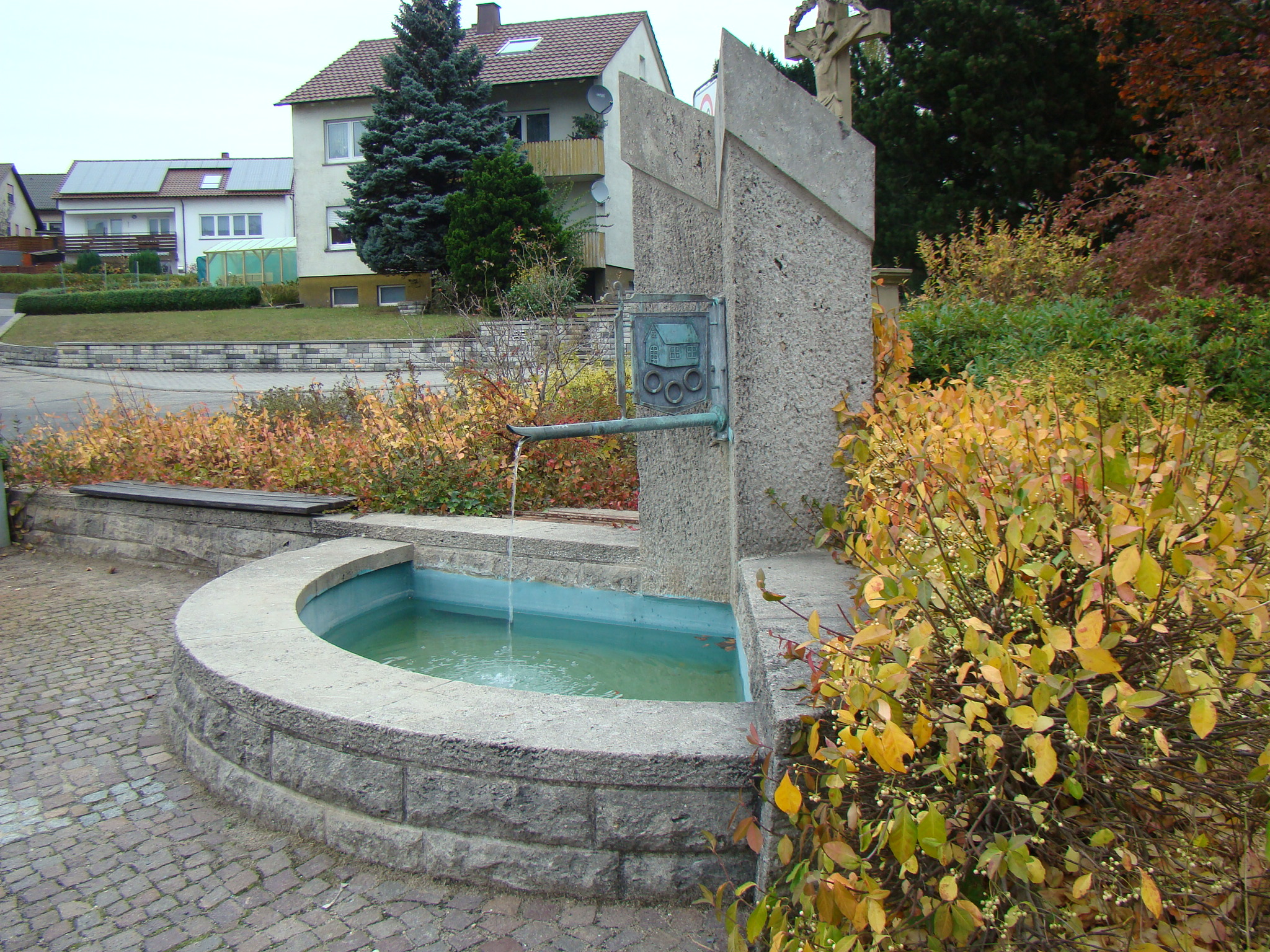
Dorfbrunnen in Massenbachhausen

Der Dorfbrunnen in Massenbachhausen im Landkreis Heilbronn im nördlichen Baden-Württemberg wurde in seiner heutigen Form im Jahr 1985 errichtet.

## Geschichte
In Massenbachhausen gab es einst mehrere Brunnen, die zunächst der Wasserversorgung der Bevölkerung dienten. 1873 werden vier laufende, zwei Pump- und ein Schöpfbrunnen genannt. Auch beim Ausbau der Kanalisation und Wasserversorgung kurz nach 1900 werden noch insgesamt sieben Brunnen genannt, die jedoch durch die Hausanschlüsse allmählich überflüssig und im Laufe der Zeit entfernt wurden. 1959 wurde schließlich ein rein dekorativer neuer Ortsbrunnen am Backhausplatz in der Ortsmitte installiert. Die Bevölkerung hat diesen Brunnen jedoch immer wieder mit Unrat verschmutzt, so dass er 1964 zeitweilig stillgelegt und später zu einem Blumenbeet umgestaltet wurde.
In den frühen 1970er Jahren, als das Baugebiet nördlich der Fürfelder Straße erschlossen wurde, errichtete die Gemeinde in der Einfahrt zur Siedlung einen neuen Dorfbrunnen. Dieser erste Brunnen an dieser Stelle war rund und hatte eine Wasserfontäne in der Mitte. Die runde Form des Brunnens korrespondierte mit der damaligen Straßensituation, da die Einfahrt zur Siedlung als Kreisel ausgestaltet war.
Im Jahr 1984 fanden aus Gründen des Hochwasserschutzes großflächige Bauarbeiten in diesem Bereich statt, wobei im Bereich des einstigen Kreisels ein Regenüberlaufbecken errichtet wurde. Über diesem unterirdischen Becken wurde 1985 der heutige Brunnen in Form eines Kreissegments mit Brunnensäule errichtet. Die steinerne Brunnensäule hat zwei Spitzen, über dem Brunnenrohr ist ein metallenes Ortswappen von Massenbachhausen angebracht. Der Brunnen wurde von dem Gartenarchitekten Reinhold Dupper aus Bad Friedrichshall gestaltet und von dem Satteldorfer Unternehmen Schön + Hippelein ausgeführt.
Der Aufstellung des Brunnens ging eine Besichtigung vergleichbarer Brunnenanlagen in den Nachbargemeinden voraus, die Entscheidung für das ausgeführte Modell erfolgte aus Kostengründen. Die Kosten für den Brunnen betrugen 11.000 DM, die umliegende Grünanlage wurde für Gesamtkosten von 14.000 DM angelegt.
Neben diesem Brunnen entstanden in Massenbachhausen noch weitere Dorfbrunnen: einer am Ortsausgang in Richtung Gemmingen am Standort des 1979 abgerissenen alten Bauhofs sowie ein anderer auf dem Platz vor dem 1992/93 neu erbauten Rathaus.